# Efecto látigo

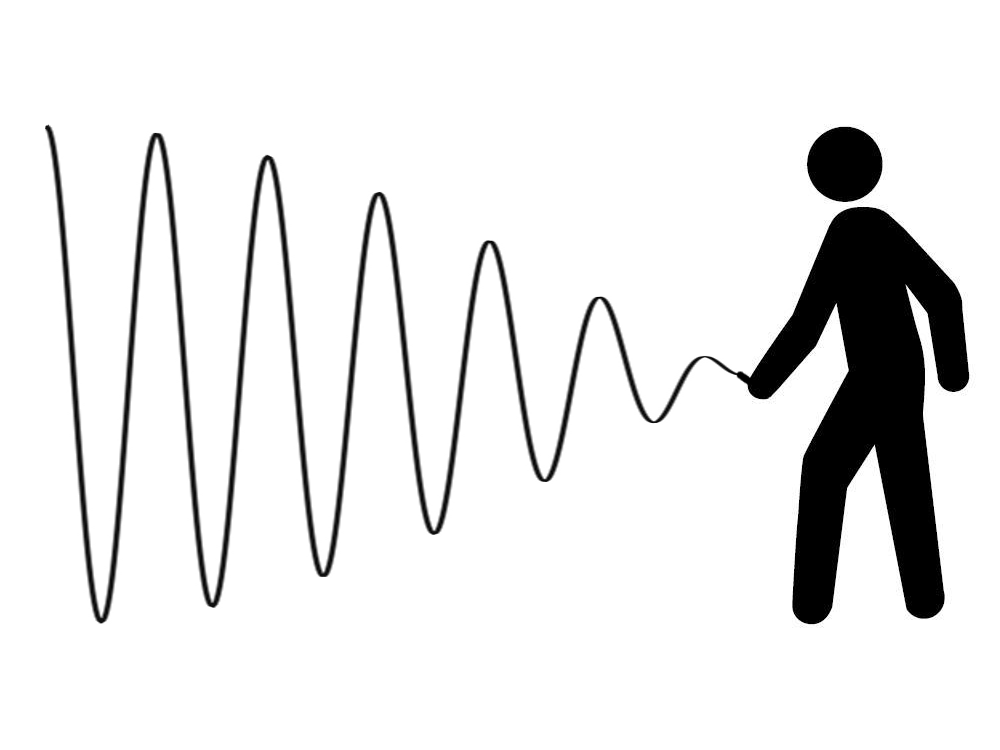
Ilustración del efecto látigo: El cliente final coloca una orden (látigo) y el orden de las fluctuaciones se construyen más arriba en la cadena de suministro.

El efecto látigo es un fenómeno observado en canales de distribución. Se refiere a una tendencia de cambios más y más grandes en inventario en respuesta a cambios en la demanda del cliente, cuando uno mira a las empresas en la parte trasera de la cadena de suministro para un producto. El concepto primero apareció en Jay Forrester Dinámica Industrial (1961) y por ello es también conocido como el efecto Forrester Desde la magnificación de la demanda oscilante cuesta arriba de una cadena de suministro es reminiscente a las grietas de un látigo,  se conoció como el efecto látigo.

## Causas

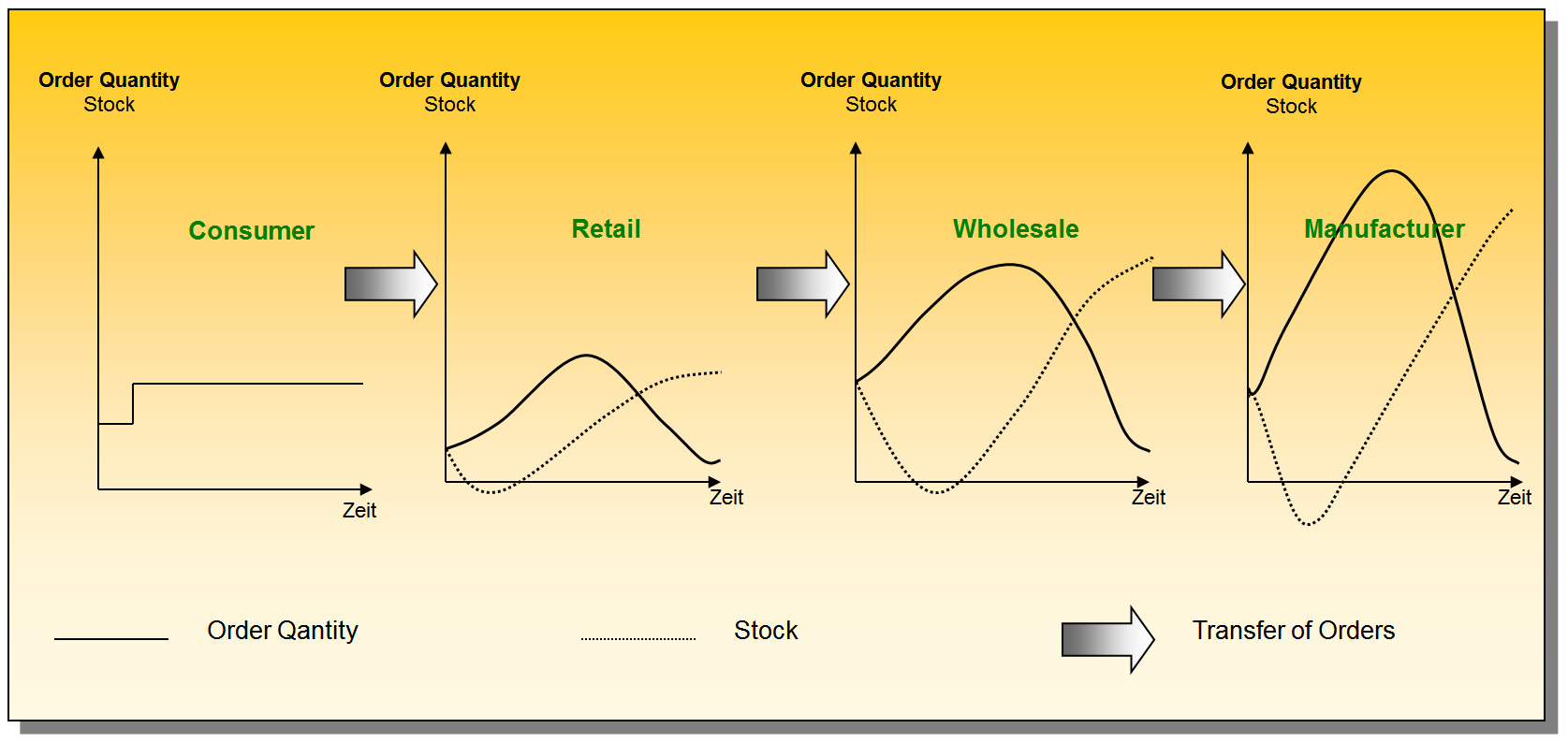
Efecto Látigo

Debido a que la demanda del cliente es rara vez estable, los negocios deben estimar la demanda para aprovisionar el inventario y otros recursos. Las previsiones están basadas en estadísticas y son raramente exactas. Para contrarrestar los errores de previsión las compañías a menudo llevan un buffer de inventario llamado "stock de seguridad".
Moviéndonos hacia arriba en la cadena de suministro, de Consumidor final a proveedor de materias primas, cada participante adicional en la cadena de suministro aporta una mayor variación de la demanda y por tanto un descenso de la precisión de la estimación de la misma, aumentando así el stock de seguridad necesario. Por ejemplo la demanda a nivel de tienda de un determinado producto puede ser relativamente estable y conocida, pero a medida que nos movemos hacia arriba en la cadena de suministro, introduciendo más intermediarios, la demanda pasa a ser cada vez más impredecible y difícil de estimar. En periodos de aumento de demanda se incrementan los pedidos corriente abajo de la cadena de suministro (consumidores finales). En periodos de demanda en descenso ocurre lo contrario y se produce una disminución de la cantidad de pedidos e incluso el cese, sin que se reduzca el stock de seguridad. El efecto consiste en que las variaciones están amplificadas a medida que nos movemos hacia arriba en la cadena de suministro, alejándonos del cliente. Esta secuencia de acontecimientos fue simulada en el juego de distribución de la cerveza desarrollado por MIT Sloan School of Management en los años 60.
Las causas pueden ser divididas más allá en causas conductistas y operacionales.

### Causas conductuales
- Abuso de las políticas base-stock.
- Fallas de percepción en la retroalimentación y retrasos de tiempo.
- Reacciones de órdenes de pánico después de demanda.
- Riesgo percibido de otros jugadores' de racionalidad limitada.

Los factores humanos que influyen en el comportamiento en cadenas de suministro son en gran parte inexploradas. Aun así, los estudios sugieren que personas con la necesidad aumentada para seguridad y la seguridad parece actuar peor que aquellos que toman riesgos en un entorno de cadena de suministro simulado. Personas con alta autoeficacia experimentada sufren menos problema manejando el efecto látigo en la cadena de suministro.

### Causas operacionales
- Procesamiento de demanda dependiente.
  - Errores de previsión.
  - Ajuste de parámetros de control del inventario con cada observación de demanda.
- Variabilidad de tiempo de la ventaja (error de previsión durante replenishment tiempo de ventaja).
- Lote-tamaño/sincronización de orden
  - Consolidación de demandas.
  - Motivo de transacción.
  - Descuento de cantidad.
- Promoción de comercio y compras adelantadas.
- Anticipación de escaseces.
  - Regla de asignación de proveedores.
  - Juego de escasez.
  - Lean y JIT estilo de administración de inventarios y una estrategia de producción de la persecución.

## Consecuencias
Además de stocks de seguridad más grandes, el efecto descrito puede dirigir a cualquier producción ineficiente o inventario excesivo, cuando cada productor necesita completar demanda de sus clientes en la cadena de suministro. Esto también dirige a una utilización baja del canal de distribución.
A pesar de haber stocks de seguridad allí es todavía el problema de las acciones que resultan en un pobre servicio al cliente y una pérdida de ventas. Además de las (financieramente) consecuencias difícilmente medibles del pobre servicio al cliente y del daño a la lealtad e imagen pública, una organización tiene que soportar las ramificaciones de cumplimiento fallido las cuales pueden incluir penas contractuales. Además, contratación repetitiva y despido de empleados para dirigir la variabilidad de demanda induce costes más lejanos debido al entrenamiento y posibles lay-offs.

## Contramedidas
En teoría, el efecto látigo no ocurre si todos las órdenes coinciden exactamente con la demanda de cada periodo. Esto es compatible con hallazgos de expertos de cadena del suministro quiénes han reconocido que el efecto látigo es un problema en previsión-conducción de cadenas de suministro, y la administración prudente del efecto es un objetivo importante para directores de cadena del suministro. Por lo tanto es necesario extender la visibilidad de la demanda de cliente lo más lejos posible.
Una manera para conseguir esto es establecer una demanda-conducida en la cadena de suministro la cual reacciona a órdenes del cliente. En la fabricación, este concepto es llamado kanban. Este modelo ha sido exitosamente implementado en el sistema de distribución de Wal-Mart. Las tiendas individuales Wal-Mart transmiten datos de punto-de-venta (POS) de la caja registradora hacia la sede muchas veces al día. Esta demanda de información es usada en los envíos de Wal-Mart desde el centro de distribución hacia a la tienda y del proveedor al centro de distribución de Wal-Mart. El resultado es una casi perfecta visibilidad de la demanda del cliente y del movimiento del inventario a través de la cadena de suministro. Mejor información conduce a un mejor posicionamiento de inventario y costes más bajos a través de la cadena de suministro.
El concepto de "cantidades acumulables" es un método que puede eliminar o incluso evitar el efecto látigo. Este método está desarrollado y practicado principalmente en la industria automotriz alemana, con sus cadenas de suministro expandidas y está establecido en varios formatos EDI entre OEM's y sus proveedores.
Las barreras a la implementación de una demanda-conducción de la cadena de suministro incluyen la inversión necesaria en tecnología de información y la creación de una cultura corporativa de flexibilidad y enfoque en la demanda del cliente. Otro prerrequisito es que todos los miembros de una cadena de suministro reconozcan que pueden obtener más si actúan globalmente lo cual requiere confianza en la colaboración e información compartida.
Los métodos pretendieron reducir incertidumbre, variabilidad, y tiempo de ventaja:
- Vendedor Inventario Dirigido (VMI).
- Justo a tiempo replenishment (JIT).
- Reclamar Conducido MRP.
- Sociedad estratégica.
- La información que comparte.
- Suavizar el flujo de productos.
  - Coordenada con detallistas para extender entregas equitativamente.
  - Reducir medidas de lote mínimo.
  - Más pequeño y más frecuente replenishments.
- Eliminar incentivos patológicos.
  - Todos los días política de precio bajo.
  - Restringir regresos y anulaciones de orden.
  - Asignación de orden basada en ventas pasadas en vez de medida actual en caso de escasez.

## Literatura
- Bray, Robert L., y Haim Mendelson. "Transmisión de información y el bullwhip efecto: Una investigación empírica." Ciencia de administración 58.5 (2012): 860-875.
- Cannella S., y Ciancimino E. (2010). En el bullwhip fase de evitación: colaboración de cadena del suministro y el orden que suaviza. Revista internacional de Búsqueda de Producción, 48 (22), 6739-6776
- Chen, Y. F., Z. Drezner, J. K. Ryan y D. Simchi-Levi (2000), Cuantificando el Bullwhip Efecto en una Cadena de Suministro Sencilla: El Impacto de Forecasting, Tiempo de Ventaja e Información. Ciencia de administración,  46, 436—443.
- Chen, Y. F., J. K. Ryan y D. Simchi-Levi (2000), El Impacto de Exponencial Suavizando Previsiones en el Bullwhip Efecto. Logística de Búsqueda naval,  47, 269—286.
- Chen, Y. F., Z. Drezner, J. K. Ryan y D. Simchi-Levi (1998), El Bullwhip Efecto: Ideas Directivas en el Impacto de Forecasting e Información encima Variabilidad en una Cadena de Suministro. Modelos cuantitativos para
- Disney, S.M., y Towill, D.R. (2003). En el bullwhip y varianza de inventario producida por una política de ordenar. Omega, la Revista Internacional de Ciencia de Administración, 31 (3), 157-167.
- Herlyn, W., "El Bullwhip Efecto en Cadenas de Suministro expandido y el Concepto de Cantidades Acumulables", en: Blecker et al. (Eds.): "Métodos innovadores en Logísticas y Cadena de Suministro Administración", p. 513-528, epubli GmbH, Berlín, 2014, ISBN 978-3-8442-9878-9
- Lee, H.L., Padmanabhan, V., y Whang, S. (1997). Distorsión de información en una cadena de suministro: el bullwhip efecto. Ciencia de administración, 43 (4), 546-558.
- Lee, H.L. (2010). Domando el bullwhip. Revista de Administración de Cadena del Suministro 46 (1), pp. 7@–7.
- Administración de Cadena del suministro, S. Tayur, R. Ganeshan Y M. Revista, eds., Kluwer, pp. 417@–439.
- Selwyn, B. (2008) Trayendo Relaciones Sociales Atrás En: (re)Conceptualizando el 'Bullwhip Efecto' en cadenas de mercancía global. Revista internacional de Conceptos de Administración y Filosofía, 3 (2)156-175.
- Tempelmeier, H. (2006). Administración de inventario en Problemas de Redes—del Suministro, Modelos, Soluciones, Norderstedt:Libros encima Demanda. ISBN 3-8334-5373-7.